# 边城镇 (花垣县)
边城镇前称茶峒镇，是中华人民共和国湖南省湘西土家族苗族自治州花垣县下辖的一个镇，2005年7月改为现名，是2014年公布的第六批中国历史文化名镇之一。2019年被评为中国文化百强镇。

## 行政区划
边城镇下辖以下地区：
茶洞社区、码头社区、隘门口村、水井湾村、贵炭村、板栗树村、曲乐村、骑马坡村、小寨村、石牛溪村、米粮村、白岩村、火焰土村、长老坟村、茶园坪村、南太村、募老村、农科村、新街村、大塘坪村、猫儿塘村、搞和村、踏沙村、通州村、凉风洞村、大木树村和矮车坝村。

## 中国传统村落
2012年，磨老村被评为首批“中国传统村落”。